# فایرفیلد (اوهایو)
فایرفیلد(به انگلیسی: Fairfield) شهری در ایالت اوهایو کشور ایالات متحده آمریکا است که جمعیت آن در سرشماری سال ۲۰۱۰ میلادی ، ۴۲٬۵۱۰ نفر بوده‌است.

## نگارخانه

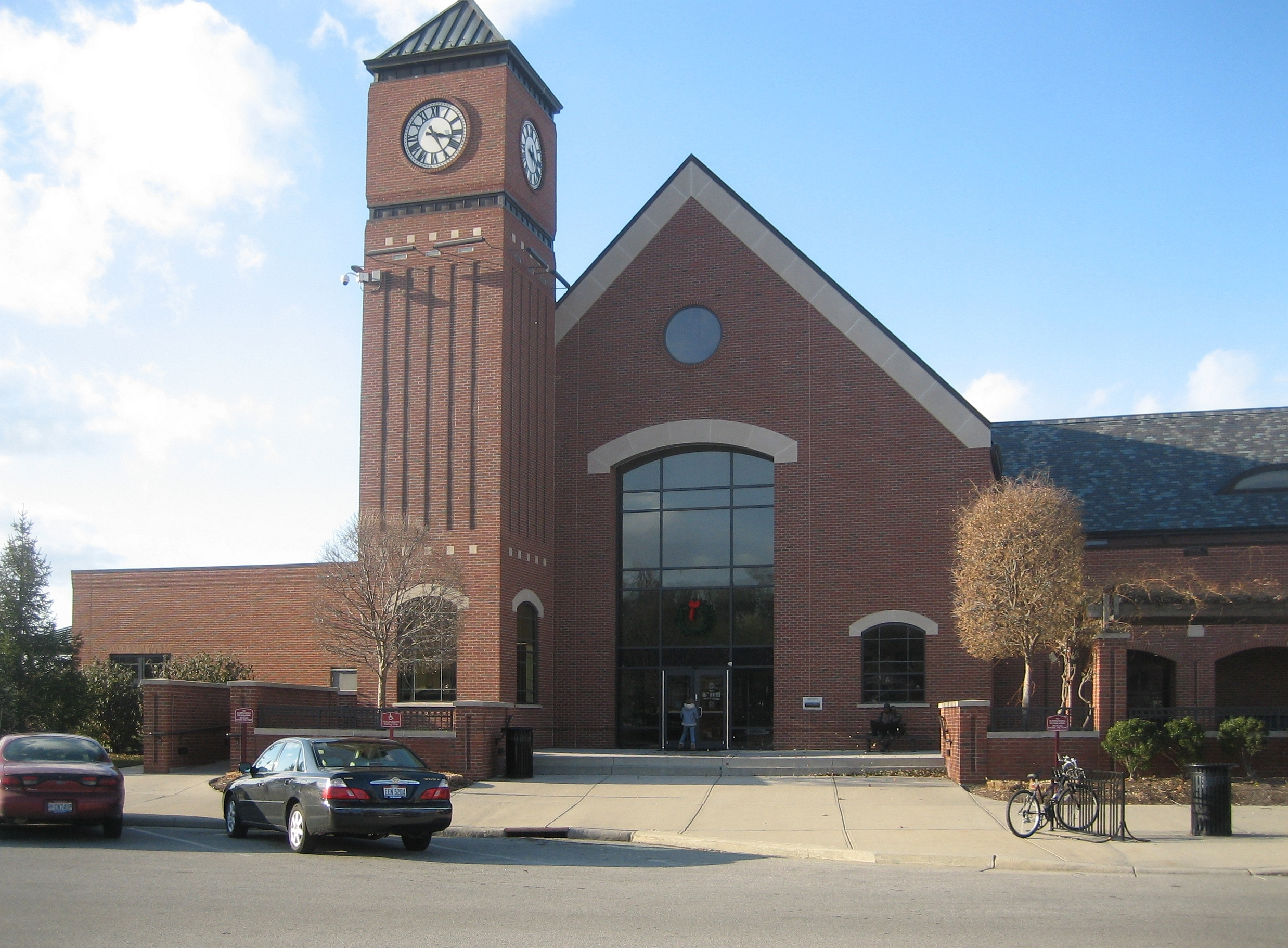
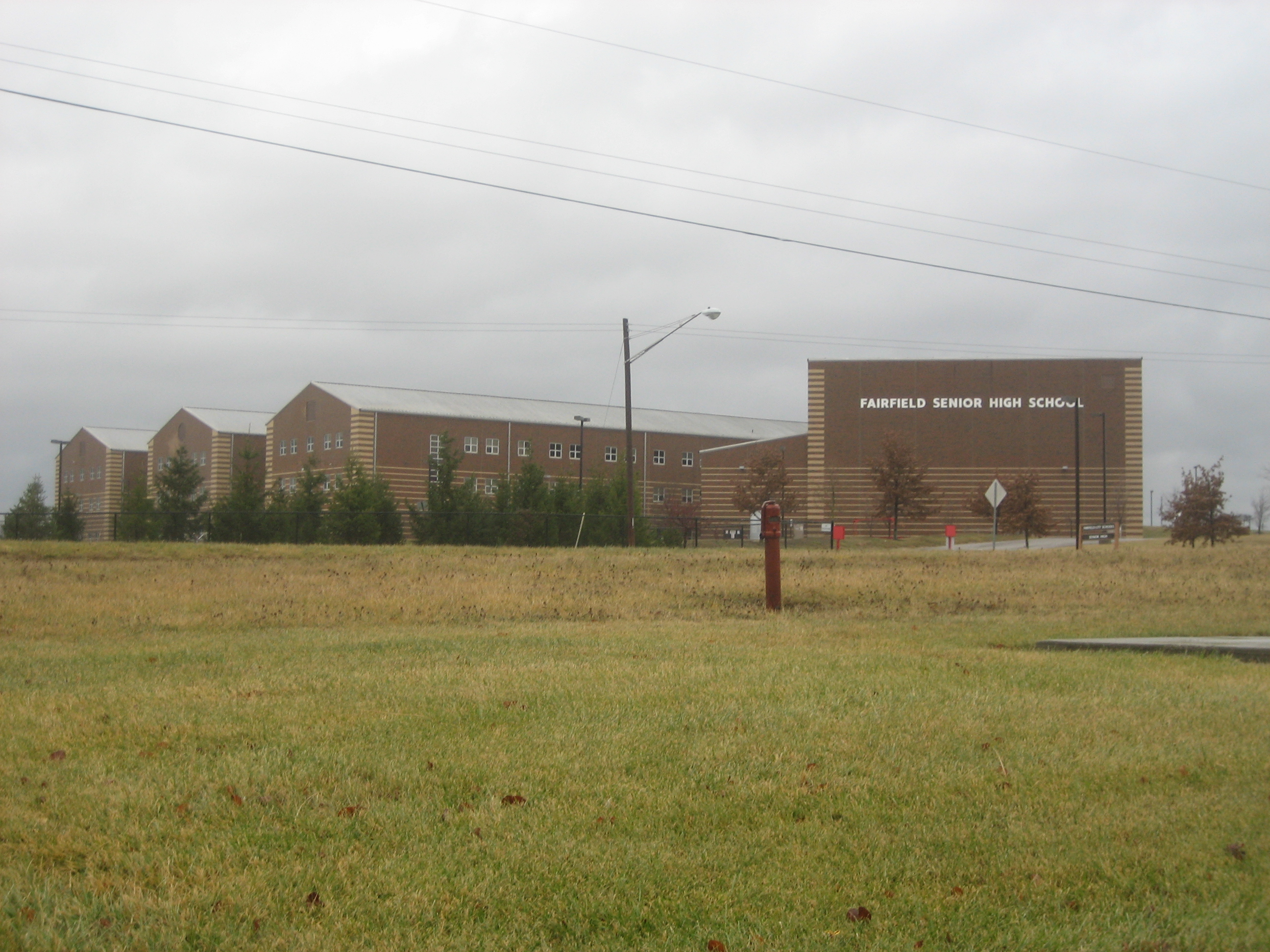